# Neomochtherus montanus
Neomochtherus montanus är en tvåvingeart som först beskrevs av James Stewart Hine 1909.  Neomochtherus montanus ingår i släktet Neomochtherus och familjen rovflugor.
Artens utbredningsområde är Kalifornien. Inga underarter finns listade i Catalogue of Life.